# Tablett

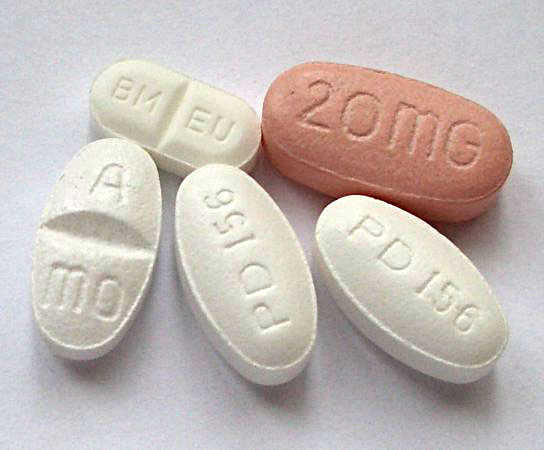
Tabletter

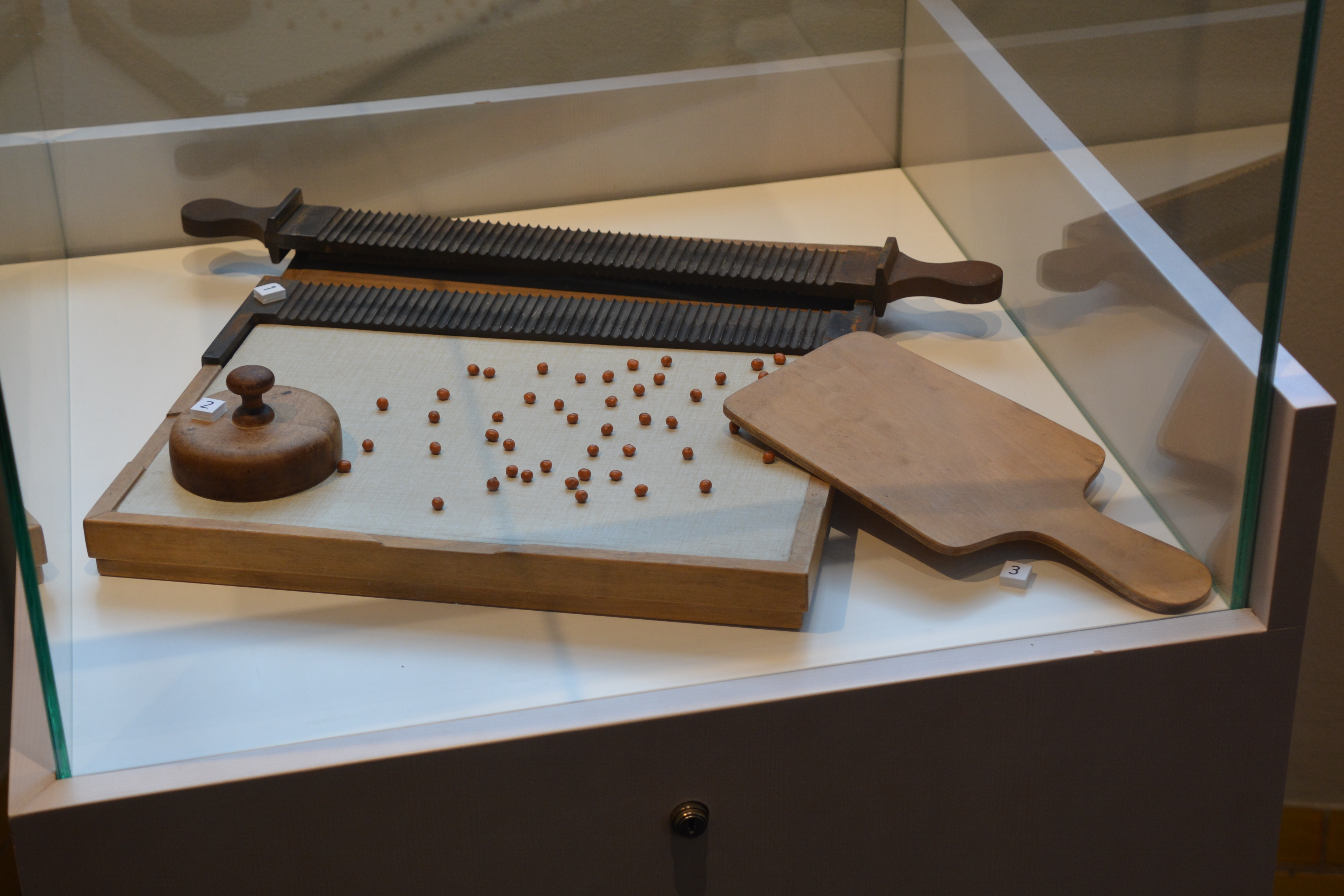
Utrustning för pillertillverkning, Livets museum, Lund. Pillerbräda med pillerkam, rotundifikator och rullbräde.

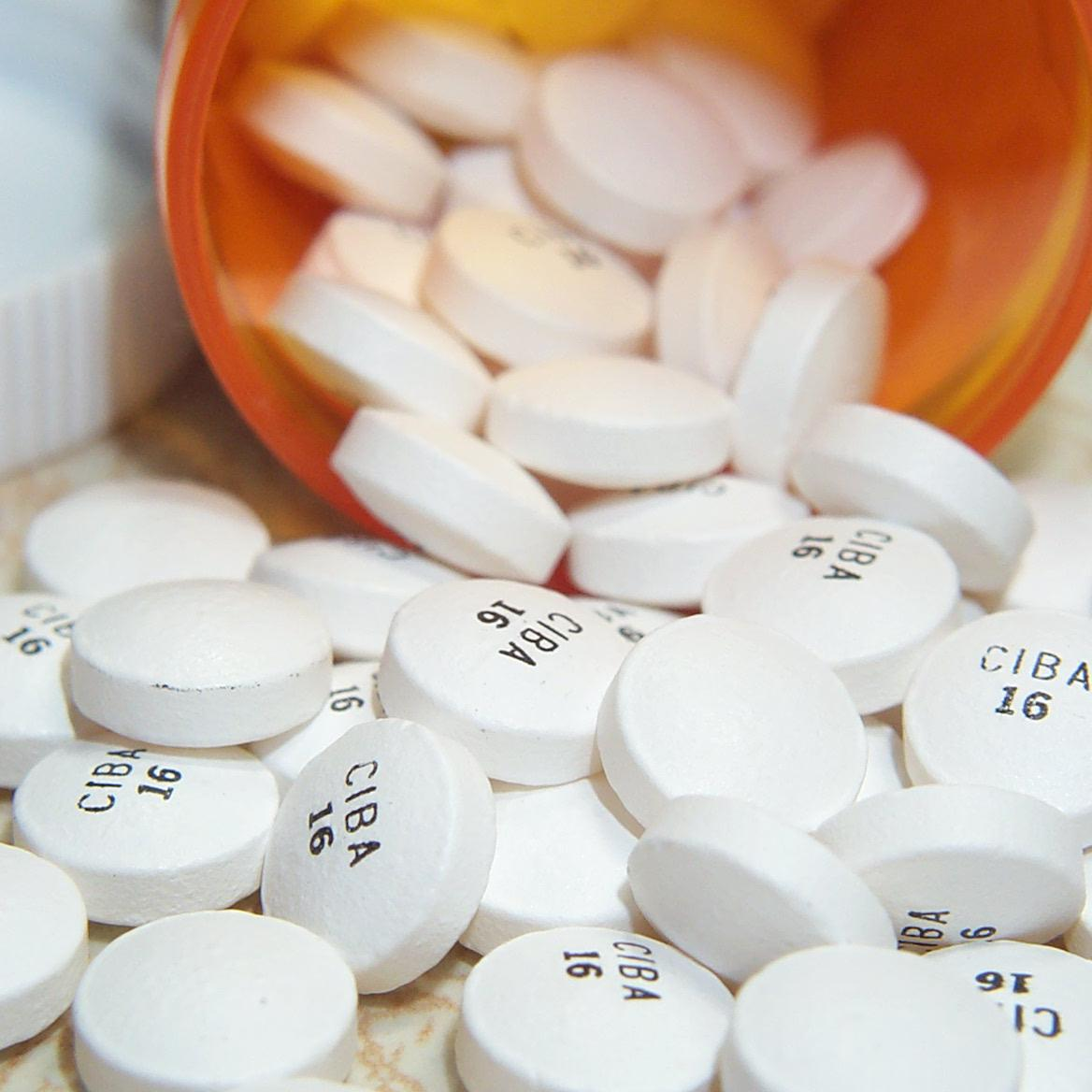
Ritalintabletter

Tablett är en vanligt förekommande farmaceutisk beredningsform avsedd att intas peroralt (intag via munnen). Tabletter innehåller vanligen en eller flera aktiva substanser samt bindemedel (vanligen laktos), sprängmedel och smörjmedel (till exempel magnesiumstearat).
Tabletter tillverkas genom kompression i en tablettmaskin där ett pulver eller granulat trycks samman av två stansar. Stansarna kan vara försedda med delningsskåra eller märkning av olika slag.
För att underlätta nedsväljning eller skydda känsliga substanser kan tabletten täckas av ett skyddande lager. 
Tabletter kallas ofta "piller" men det är egentligen felaktigt. Piller skapas genom att läkemedel och hjälpämnen bakas ihop till en deg som rullas (trillas) till runda bollar. Eftersom piller görs via en blöt process så är det ofta problem med hållbarheten. På svenska apotek har det i princip inte tillverkats piller sedan 1970-talet (då tillverkningen av specialläkemedel centraliserades). En bra apotekare ("pillertrillare") kunde trilla piller som höll en ganska god precision (egentligen gjordes trillandet oftast av en underordnad, till exempel en apotekstekniker), men det var vanligt att halten aktiv substans varierade mellan pillren.

## Modifierad frisättning
Genom att dragera tabletten eller granulatet med ett magsyretåligt lager kan frisättningen modifieras så att den aktiva substansen tar sig förbi magen oskadd. Det finns även metoder för att förlänga frisättningen från tabletten och därmed förlänga effekten.

## Exempel på andra beredningsformer
- Kapsel
- Brustablett
- Sugtablett
- Oral lösning
- Suppositorium
- Depåtablett